# Víctor Camarasa
Víctor Camarasa Ferrando (ur. 28 maja 1994 w Meliana) – hiszpański piłkarz występujący na pozycji pomocnika w CD Eldense.